# Joseph Wright (remero, 1906)
Joseph George Harris Wright (Toronto, 28 de marzo de 1906-Toronto, 7 de junio de 1981) fue un deportista canadiense que compitió en remo.
Participó en dos Juegos Olímpicos de Verano en los años 1928 y 1932, obteniendo una medalla de plata en Ámsterdam 1928 en la prueba de doble scull. Fue hijo de Joseph Wright sr. y hermano de George Wright, también remeros.

## Palmarés internacional
| Juegos Olímpicos | Juegos Olímpicos         | Juegos Olímpicos | Juegos Olímpicos |
| Año              | Lugar                    | Medalla          | Prueba           |
| ---------------- | ------------------------ | ---------------- | ---------------- |
| 1928             | Ámsterdam (Países Bajos) | Medalla de plata | Doble scull      |